# Marcel Messing
Marcel Messing (Nederland, 18 november 1945) is een Nederlandse schrijver.

## Levensloop
Messing studeerde naar eigen zeggen af in de antropologie, filosofie en godsdienstwetenschap aan de Universiteit Nijmegen.
Hij is auteur van 25 boeken en diverse artikelen. Hij was stafdocent en decaan in het Hoger beroepsonderwijs, wetenschappelijk medewerker van de Bibliotheca Philosophica Hermetica te Amsterdam en medewerker van de tijdschriften Prana en Inzicht.
Messing woonde van 1991 tot 2001 in de Franse Pyreneeën (Ariège) waar hij elf jaar eigen onderzoek naar de Katharen verrichtte.

## Speculaties
In zijn boek Worden Wij Wakker, over de verborgen krachten achter het wereldtoneel (2006), noemt Messing de RFID-chip als bedreiging, somt hij volgens hem onopgehelderde vragen op over de aanslagen op 11 september 2001 en speculeert hij over een machtselite die achter de schermen zou manipuleren.
Volgens Messing bestaat er een verband tussen www en het getal '666', het 'getal van het beest' uit het Bijbelboek Openbaringen 13:16-18. De letters w,w,w zouden in de joodse getallenleer overeenkomen met 6,6,6 en zouden daarom volgens hem gevreesd moeten worden.
Messing staat bekend als 'antivaxer' en als verspreider van antisemitische complottheorieën, waarover in 2022 onder meer Kamervragen zijn gesteld.

## Nederlandstalige bibliografie
- Religie als levende ervaring (1988, onder redactie van M. Messing), ISBN 90-232-2305-5
- De weg der Katharen (1984), ISBN 90-202-5453-7
- Het woud der inwijding (1986), ISBN 90-202-5482-0
- Gnostische wijsheid in Oost en West (1991), ISBN 90-202-5554-1
- Joannes van het Kruis (1991), ISBN 90-202-5575-4
- Het evangelie van Thomas (1990, samen met auteur Erik van Ruysbeek), ISBN 90-202-1027-0
- Met Boeddha onder de vijgeboom (1992), ISBN 90-202-1028-9
- Op het oosterse tapijt (1994), ISBN 90-202-9080-0
- Van levensboom tot kruis (1994), ISBN 90-202-0066-6
- Gnosis, christendom en innerlijke ervaring (1994, samen met Jacob Slavenburg en Hein Stufkens), ISBN 90-202-8064-3
- Buigzaam als riet, beschouwingen over geweldloosheid (1994), ISBN 90-202-8059-7
- Ontwapende spreuken, over geweldloosheid (1995), ISBN 90-202-7678-6
- Iedereen gaat dood (1997), ISBN 90-6692-163-3
- Een land zonder pad Stromend als water (1999), ISBN 90-6963-452-X
- Een zaaier ging uit, over de parabels van Jezus (2000), ISBN 90-6963-470-8
- De laatste zullen de eersten zijn (2001), ISBN 90-6963-516-X
- Tussen licht en duisternis, de dieren in actie (2005), ISBN 90-6963-607-7
- Worden Wij Wakker? (2006), ISBN 90-2028-411-8
- De weg naar geluk. Reisgids naar niemandsland (2007), ISBN 90-6963-793-6
- Over de vriendschap (2008), ISBN 90-6963-835-5
- Zangen van stilte (2009), ISBN 90-6963-875-4

- Bibsys: 2003583
- Bibliothèque nationale de France: cb135743329 (data)
- CiNii: DA05323481
- Digitale Bibliotheek voor de Nederlandse Letteren: mess008
- Gemeinsame Normdatei: 115462031
- International Standard Name Identifier: 0000 0000 7149 3122
- Library of Congress Control Number: n78009049
- Nationale Bibliotheek van Tsjechië: jn19990005634
- Nederlandse Thesaurus van Auteursnamen: 07145831X
- Système universitaire de documentation: 053446585
- Virtual International Authority File: 79379963
- WorldCat: E39PBJpYDqCChmfW4CGmm4Dg8C